# MacArthur – Held des Pazifik
MacArthur – Held des Pazifik ist ein Kriegsfilm aus dem Jahr 1977, dessen Handlung auf historischen Fakten beruht.

## Handlung
Zweiter Weltkrieg – Südostasien befindet sich im Krieg gegen Japan, das seit Mitte der 1930er Jahre seine Nachbarn bedroht und unterjocht. Mit dem Angriff auf Pearl Harbor befand sich nahezu die gesamte Welt im Zweiten Weltkrieg.
US-General Douglas MacArthur, zugleich Feldmarschall des Commonwealth der Philippinen, ist Befehlshaber der amerikanischen Streitkräfte in Südostasien auf den Philippinen. Nach dem Angriff auf den amerikanischen Marinestützpunkt Pearl Harbor auf Hawaii beginnen die Japaner sofort mit weiteren Angriffen auf amerikanische und britische Militärstützpunkte im pazifischen Raum. MacArthur, neben General Patton einer der exzentrischsten Generäle in der Geschichte der USA, befindet sich in einer Abwehrschlacht gegen die weit überlegenen japanischen Streitkräfte. Es gelingt ihm nicht, seine Truppen von den Philippinen nach Australien auszuschiffen und er muss, aufgrund der Befehlslage, seine Leute im Stich lassen und selbst vor den nahenden feindlichen Truppen fliehen. Er wird mit Schnellbooten zusammen mit seiner Familie nach Darwin gebracht. Bevor er an Bord eines der Schnellboote ging, formulierte er einen Satz, der ihn einige Jahre später legendär machen sollte – „Ich komme wieder!“ – was er auch tat. Der Film dokumentiert seine weiteren Jahre als Oberbefehlshaber der amerikanischen Streitkräfte im Pazifik und seine großen militärischen Erfolge während des Krieges. Die legendäre Landung in der Bucht von Leyte und den Sieg über die Japaner im Jahr 1945. Eine weitere Etappe ist der Koreakrieg zu Beginn der 1950er Jahre und sein vergeblicher Versuch, in die Politik einzusteigen.

## Hintergrund
Der Film beruht auf wahren Begebenheiten, die sich während der japanischen Besetzung in Südostasien zugetragen haben. Er betrachtet die Person Douglas MacArthur als Mensch, Familienoberhaupt, Soldat und Politiker.

## Sonstiges
Wie viele Filme, die in der Vergangenheit spielen, kamen auch bei diesem einige Ausstattungsfehler vor. So sind zum Beispiel in verschiedenen Szenen Flugzeugtypen zu sehen, die noch gar nicht auf dem Markt waren, wie zum Beispiel die Douglas DC-7, mit der Präsident Truman zur ersten Begegnung mit MacArthur angeflogen kam, und eine McDonnell F-4 Phantom II, die in einer Szene im Koreakrieg Napalm-Bomben abwirft.

## Kritik
Der film-dienst beurteilte den Film in seiner zeitgenössischen Kritik als pathetischen „Abgesang auf den Fünf-Sterne-General MacArthur“. MacArthur – Held des Pazifik sei „Trotz deklamatorischer Kritik am Krieg eine unkritische, melodramatische Verklärung der Titelfigur.“

## Auszeichnungen
Gregory Peck erhielt 1978 eine Golden-Globe-Nominierung in der Kategorie Bester Hauptdarsteller – Drama, hatte aber seinerzeit gegenüber Richard Burton (Equus – Blinde Pferde) das Nachsehen.